# 清見陸郎
清見 陸郎（きよみ ろくろう、1896年10月11日 - 没年不明）は、日本の作家、編集者、劇作家。
東京市神田区猿楽町生まれ。東京中学校卒、東京美術学校中退、早稲田大学英文科中退。『美術新報』『秀才文壇』の編輯に当たり、根岸興行部脚本部員だったこともある。

## 著書
- 宮古路豊後掾 清見陸郎戯曲集 籾山書店 1921
- 岡倉天心 平凡社 1934
- 岩村透と近代美術 聖文閣 1937
- 北京点描 大都書房 1941
- 先覚者岡倉天心 アトリヱ社 1942
- 天心岡倉覚三 筑摩書房 1945
- 天心岡倉覚三 中央公論美術出版 1980、オンデマンド版2005

## 翻訳
- 寡婦マルタ  エリイザ・オルゼシュコ 改造社 1927
- 除滅洋鬼子 義和団変乱記 ジョージ・リンチ 産業経済社 1942
- 北京籠城 ウィール 生活社 1943

## 参考
- 文藝年鑑1928、1940